# Ginny Tyler
Merrie Virginia Erlandson, meglio nota come Ginny Tyler (Berkeley, 8 agosto 1925 – Issaquah, 13 luglio 2012), è stata una doppiatrice statunitense.
Cresciuta a Seattle.
Ha un figlio, nato dal matrimonio con Lowell Fenton da cui ha poi divorziato; nel 1980 si è risposata con Albert Jacobson ed il loro matrimonio durò fino alla morte del marito avvenuta nel 1995.
Ginny Tyler è morta nel 2012 per cause naturali, poco prima di compiere 87 anni.

## Filmografia parziale
- La spada nella roccia (The Sword in the Stone), regia di Wolfgang Reitherman (1963)
- Mary Poppins, regia di Robert Stevenson (1964)